# Leonie Rebentisch
Leonie Rebentisch (geb. 1992 in Frankfurt am Main) ist eine deutsche Theaterregisseurin. Sie wurde mit ihren Arbeiten unter anderem am Deutschen Theater Göttingen und am Berliner Ensemble bekannt.

## Leben
Leonie Rebentisch wuchs in Hanau auf. Sie ist die Tochter eines Hanauer Buchhändlers. Von 2014 bis 2017 studierte sie Theater-, Film- und Medienwissenschaft in Frankfurt am Main und Wien. Während ihres Studiums sammelte sie erste praktische Erfahrungen durch Hospitanzen am Schauspiel Frankfurt. Nach ihrem Studium ging Rebentisch als Regieassistentin an das Deutsche Theater Göttingen. Sie lebt in Berlin.

## Wirken
Am Deutschen Theater Göttingen realisierte Rebentisch mit Gebrüllt vor Lachen (2019) ihre erste eigene Regiearbeit. Von 2019 bis 2023 war sie als Regieassistentin am Berliner Ensemble tätig, wo sie mit Regisseuren wie Michael Thalheimer, Barrie Kosky, Robert Borgmann und Mateja Koležnik zusammenarbeitete.
Parallel zu ihrer Tätigkeit am Berliner Ensemble entwickelte sie eigene Projekte. Sie inszenierte mehrere szenische Lesungen mit Texten unter anderem von Robert Seethaler und Caren Jeß. 2021 führte sie Regie bei der Inszenierung Hermann von Helmholtz – Ein Leben für die Wissenschaft von Konstantin Küspert im Hoftheater des Berliner Ensembles, anlässlich des 200. Geburtstags des Wissenschaftlers.
Zwischen 2020 und 2022 führte sie Regie bei den Brüder Grimm Festspielen in Hanau. Dort inszenierte sie unter anderem den Monolog Das kunstseidene Mädchen, gespielt von Katarina Schmidt, der beim Publikum großen Anklang fand.
2023 inszenierte sie ebenfalls bei den Brüder Grimm Festspielen den Jugendroman Tschick von Wolfgang Herrndorf in der Bühnenfassung von Robert Koall; dabei legte sie besonderen Wert darauf, die Aktualität der Geschichte und die Entwicklung der Jugendsprache auf die Bühne zu bringen.
Im November 2024 adaptierte sie den Roman Gittersee von Charlotte Gneuß am Berliner Ensemble; die Inszenierung wurde von Kritikern gelobt und als Beispiel einer gelungenen Adaption gewertet.